# Dendrobium aciculare
Dendrobium aciculare är en orkidéart som beskrevs av John Lindley. Dendrobium aciculare ingår i släktet Dendrobium, och familjen orkidéer. Inga underarter finns listade i Catalogue of Life.